# آلان سانتوس
آلان سانتوس (بالبرتغالية: Alan Santos) (24 أبريل 1991 بسالفادور في البرازيل - ) هو لاعب كرة قدم برازيلي في مركز الوسط. لعب مع باوليستا ونادي سانتوس ونادي كوريتيبا.

## روابط خارجية
- آلان سانتوس على موقع قاعدة بيانات كرة القدم.إي يو (الإنجليزية)
- آلان سانتوس على موقع Soccerway.com (الإنجليزية)
- آلان سانتوس على موقع عالم كرة القدم.نت (الإنجليزية)